# Kardinální aritmetika
Kardinální aritmetika je součást teorie množin, která definuje operace kardinálního součtu, kardinálního součinu a kardinální mocniny jako rozšíření běžných aritmetických operací s přirozenými čísly na všechna kardinální čísla a zabývá se jejich vlastnostmi především na nekonečných množinách.

## Definice kardinálního součtu a součinu
Jsou-li {\displaystyle \lambda ,\mu \,\!} dvě kardinální čísla, pak definujeme jejich kardinální součet a kardinální součin vztahy:

- {\displaystyle \lambda +\mu =|(\{0\}\times \lambda )\cup (\{1\}\times \mu )|\,\!}
- {\displaystyle \lambda .\mu =|\mu \times \lambda |\,\!}

Lidsky řečeno:

Kardinálním součtem dvou kardinálů je mohutnost jejich sjednocení, ve kterém si pomocí operace kartézského součinu s jednoprvkovou množinou zajistím jejich disjunktnost. Kardinálním součinem dvou kardinálů je mohutnost jejich kartézského součinu.

## Vlastnosti kardinálního součtu a součinu

### Vztah kardinálních a ordinálních operací
Zápis kardinálního součtu a součinu se nápadně podobá definici ordinálního součtu a ordinálního součinu (viz článek Ordinální aritmetika). Rozdíl je v tom, že u ordinálních operací se zajímám o typ dobrého uspořádání výsledné množiny - a dostávám tedy ze dvou ordinálních čísel opět ordinální číslo, zatímco u kardinálních operací se zajímám o mohutnost výsledné množiny - a dostávám tedy ze dvou kardinálních čísel opět kardinální číslo.
Protože každé kardinální číslo je zároveň ordinálním číslem, je třeba mezi oběma sadami operací rozlišovat, neboť výsledky se mohou lišit - shodují se pouze na konečných množinách.
Snadno se můžeme přesvědčit, že následující vztahy platí pro kardinální i pro ordinální operace stejně (stačí si dosadit použité množiny do definice součtu a součinu):

- {\displaystyle 3+7=10\,\!}
- {\displaystyle 3.7=21\,\!}
- {\displaystyle 1+\omega =\omega \,\!}
- {\displaystyle 3.\omega =\omega \,\!}

Existují ale poměrně jednoduché příklady, kde se ordinální a kardinální operace neshodují:

- {\displaystyle \omega +7>\omega \,\!} pro ordinální součet, ale
- {\displaystyle \omega +7=\omega \,\!} pro kardinální součet.
- {\displaystyle \omega .\omega >\omega \,\!} pro ordinální součin, ale
- {\displaystyle \omega .\omega =\omega \,\!} pro kardinální součin.

### Trivialita kardinálního součtu a součinu
Kardinální součet a součin jsou poměrně triviální a nezajímavé (z pohledu teorie množin) operace. Jejich vlastnosti se dají shrnout do dvou řádků:

- pro dva konečné kardinály (tj. pro přirozená čísla) odpovídají kardinální součet a součin běžně používaným operacím součtu a součinu
- pokud je alespoň jeden ze sčítanců (resp. jeden z činitelů) nekonečný je hodnota součtu i součinu rovna maximu z obou sčítanců (resp. činitelů): {\displaystyle \lambda .\mu =\lambda +\mu =\max(\lambda ,\mu )\,\!}

Pokud použiji zápis nekonečných kardinálů pomocí funkce alef, dostávám tvrzení

- {\displaystyle (\forall \alpha ,\beta \in On)(\aleph _{\alpha }.\aleph _{\beta }=\aleph _{\alpha }+\aleph _{\beta }=\max(\aleph _{\alpha },\aleph _{\beta }))\,\!}

## Definice kardinální mocniny
Jsou-li {\displaystyle \lambda ,\mu \,\!} dvě kardinální čísla, pak definujeme jejich kardinální mocninu {\displaystyle \lambda ^{\mu }\,\!} jako mohutnost množiny všech zobrazení množiny {\displaystyle \mu \,\!} do množiny {\displaystyle \lambda \,\!}.

## Základní vlastnosti kardinální mocniny
Kardinální mocnina má podobné základní vlastnosti jako běžná mocnina na přirozených číslech nebo ordinální mocnina:
- {\displaystyle 0^{0}=1\,\!}
- {\displaystyle 0^{\lambda }=0\,\!} pro {\displaystyle \lambda >0\,\!}
- {\displaystyle \lambda ^{0}=1\,\!}
- {\displaystyle 1^{\lambda }=1\,\!}
- {\displaystyle \lambda ^{\mu _{1}+\mu _{2}}=\lambda ^{\mu _{1}}.\lambda ^{\mu _{2}}\,\!}
- {\displaystyle (\lambda ^{\mu _{1}})^{\mu _{2}}=\lambda ^{\mu _{1}.\mu _{2}}\,\!}

Stejně jako součet a součin, i mocnina se na oboru nekonečných kardinálů začíná podstatně lišit od ordinální mocniny:
- {\displaystyle {\lambda }^{\mu }=\lambda \,\!} pro {\displaystyle \lambda \,\!} nekonečné a {\displaystyle \mu \,\!} konečné
- {\displaystyle {\lambda }^{\mu }=2^{\mu }\,\!} pro {\displaystyle \mu \,\!} nekonečné a {\displaystyle 2\leq \lambda \leq \mu \,\!}

První z těchto dvou vztahů nám říká, že konečné exponenty pro nekonečný základ nejsou zajímavé, neboť dostanu opět původní číslo.

Pokud do druhého vzorce dosadím {\displaystyle \lambda =\omega \,\!} a {\displaystyle \mu =\omega \,\!}, dostávám výsledek

{\displaystyle \omega ^{\omega }=2^{\omega }\,\!},

což znamená, že všech zobrazení z přirozených čísel do přirozených čísel je stejně jako zobrazení přirozených čísel do množiny {\displaystyle \{0,1\}\,\!} - a to je vlastně totéž, jako potenční množina {\displaystyle \mathbb {P} (\omega )\,\!}
Dá se ukázat, že {\displaystyle \mathbb {P} (\omega )\,\!} má stejnou mohutnost jako množina {\displaystyle \mathbb {R} \,\!} všech reálných čísel, tj. {\displaystyle |\mathbb {P} (\omega )|=|\mathbb {R} |=2^{\omega }\,\!} - proto je tato mohutnost obvykle označována jako mohutnost kontinua.

## Co víme o kardinálních mocninách čísla 2
Nabízí se zdánlivě jednoduchá otázka: který kardinál je mohutnost kontinua, tj. (přeloženo do značení pomocí funkce alef, kde {\displaystyle \omega =\aleph _{0}} ) pro které {\displaystyle \alpha \,\!} platí

{\displaystyle \aleph _{\alpha }=2^{\aleph _{0}}} ?
Tato zdánlivě jednoduchá otázka nemá z běžných axiomů teorie množin (ZF) odpověď. Jednu z možných odpovědí dává hypotéza kontinua: {\displaystyle 2^{\aleph _{0}}=\aleph _{1}}, což je intuitivně asi nejpřijatelnější. Tato hypotéza se nedá dokázat ani vyvrátit z axiomů teorie množin, je na nich nezávislá. Stejně tak je nezávislá i hypotéza {\displaystyle 2^{\aleph _{0}}=\aleph _{2}} nebo {\displaystyle 2^{\aleph _{0}}=\aleph _{137}} .
Jediné, co lze spolehlivě zjistit z axiomů teorie množin o průběhu funkce {\displaystyle 2^{\aleph _{\alpha }}} jsou následující tři údaje:
1. {\displaystyle \alpha \leq \beta \implies 2^{\aleph _{\alpha }}\leq 2^{\aleph _{\beta }}}
2. {\displaystyle \aleph _{\alpha }<2^{\aleph _{\alpha }}}
3. {\displaystyle \aleph _{\alpha }<cf(2^{\aleph _{\alpha }})} , kde {\displaystyle cf(\lambda )\,\!} je kofinál kardinálu kde {\displaystyle \lambda \,\!}

Zobecněním hypotézy kontinua získáváme lepší představu o tom, jak se chovají kardinální mocniny čísla 2 pro všechny kardinály:

{\displaystyle 2^{\aleph _{\alpha }}=\aleph _{\alpha +1}} pro každý ordinál {\displaystyle \alpha \,\!}
I tato hypotéza je však nezávislá na axiomech teorie množin. Nezávislé je dokonce i tvrzení, které vypadá na první pohled velice podezřele:

Kterýkoliv regulární kardinál může být první, na kterém bude porušena zobecněná hypotéza kontinua.
Například tedy můžeme klidně tvrdit, že
- {\displaystyle 2^{\aleph _{0}}=\aleph _{1}}
- {\displaystyle 2^{\aleph _{1}}=\aleph _{2}}
- {\displaystyle 2^{\aleph _{2}}=\aleph _{3}}
- {\displaystyle 2^{\aleph _{3}}=\aleph _{4}}

ale
- {\displaystyle 2^{\aleph _{4}}=\aleph _{100}}

Takováto „hypotéza“ je opět nezávislá na axiomech teorie množin - udivující v tomto případě je především to, že ji nelze vyvrátit.